# András Wanié
András Wanié (Hungría, 23 de abril de 1911-12 de noviembre de 1976) fue un nadador húngaro especializado en pruebas de estilo libre, donde consiguió ser medallista de bronce olímpico en 1932 en los 4 × 200 m.

## Carrera deportiva
En los Juegos Olímpicos de Los Ángeles 1932 ganó la medalla de bronce en los relevos de 4 × 200 m estilo libre, con un tiempo 9:31,4, tras Japón (oro) y Estados Unidos (plata); sus compañeros de equipo fueron los nadadores István Bárány, László Szabados y András Székely.